# Danh sách tiểu hành tinh: 5801–5900
| Tên                 | Tên đầu tiên | Ngày phát hiện       | Nơi phát hiện           | Người phát hiện                                        |
| ------------------- | ------------ | -------------------- | ----------------------- | ------------------------------------------------------ |
| 5801 Vasarely       | 1984 BK      | 26 tháng 1 năm 1984  | Kleť                    | A. Mrkos                                               |
| 5802                | 1984 HL1     | 27 tháng 4 năm 1984  | La Silla                | W. Ferreri, V. Zappalà                                 |
| 5803 Ötzi           | 1984 OA      | 21 tháng 7 năm 1984  | Kleť                    | A. Mrkos                                               |
| 5804 Bambinidipraga | 1985 RL1     | 9 tháng 9 năm 1985   | Kleť                    | A. Mrkos                                               |
| 5805 Glasgow        | 1985 YH      | 18 tháng 12 năm 1985 | Anderson Mesa           | E. Bowell                                              |
| 5806 Archieroy      | 1986 AG1     | 11 tháng 1 năm 1986  | Anderson Mesa           | E. Bowell                                              |
| 5807 Mshatka        | 1986 QA4     | 30 tháng 8 năm 1986  | Nauchnij                | L. I. Chernykh                                         |
| 5808 Babelʹ         | 1987 QV10    | 27 tháng 8 năm 1987  | Nauchnij                | L. G. Karachkina                                       |
| 5809 Kulibin        | 1987 RG6     | 4 tháng 9 năm 1987   | Nauchnij                | L. V. Zhuravleva                                       |
| 5810                | 1988 EN      | 10 tháng 3 năm 1988  | Gekko                   | Y. Oshima                                              |
| 5811 Keck           | 1988 KC      | 19 tháng 5 năm 1988  | Palomar                 | E. F. Helin                                            |
| 5812 Jayewinkler    | 1988 PJ1     | 11 tháng 8 năm 1988  | Siding Spring           | A. J. Noymer                                           |
| 5813                | 1988 VL      | 3 tháng 11 năm 1988  | Chiyoda                 | T. Kojima                                              |
| 5814                | 1988 XW1     | 11 tháng 12 năm 1988 | Kushiro                 | S. Ueda, H. Kaneda                                     |
| 5815 Shinsengumi    | 1989 AH      | 3 tháng 1 năm 1989   | Geisei                  | T. Seki                                                |
| 5816 Potsdam        | 1989 AO6     | 11 tháng 1 năm 1989  | Tautenburg Observatory  | F. Börngen                                             |
| 5817 Robertfrazer   | 1989 RZ      | 5 tháng 9 năm 1989   | Palomar                 | E. F. Helin                                            |
| 5818                | 1989 RC1     | 5 tháng 9 năm 1989   | Lake Tekapo             | A. C. Gilmore, P. M. Kilmartin                         |
| 5819 Lauretta       | 1989 UZ4     | 29 tháng 10 năm 1989 | Cerro Tololo            | S. J. Bus                                              |
| 5820 Babelsberg     | 1989 UF7     | 23 tháng 10 năm 1989 | Tautenburg Observatory  | F. Börngen                                             |
| 5821 Yukiomaeda     | 1989 VV      | 4 tháng 11 năm 1989  | Oohira                  | W. Kakei, M. Kizawa, T. Urata                          |
| 5822 Masakichi      | 1989 WL      | 21 tháng 11 năm 1989 | Okutama                 | T. Hioki, S. Hayakawa                                  |
| 5823 Oryo           | 1989 YH      | 20 tháng 12 năm 1989 | Geisei                  | T. Seki                                                |
| 5824 Inagaki        | 1989 YM      | 24 tháng 12 năm 1989 | Geisei                  | T. Seki                                                |
| 5825 Rakuyou        | 1990 BR1     | 21 tháng 1 năm 1990  | Dynic                   | A. Sugie                                               |
| 5826                | 1990 DB      | 16 tháng 2 năm 1990  | Kushiro                 | S. Ueda, H. Kaneda                                     |
| 5827 Letunov        | 1990 VB15    | 15 tháng 11 năm 1990 | Nauchnij                | L. I. Chernykh                                         |
| 5828                | 1991 AM      | 14 tháng 1 năm 1991  | Kitt Peak               | Spacewatch                                             |
| 5829 Ishidagoro     | 1991 CT1     | 11 tháng 2 năm 1991  | Kiyosato                | S. Otomo, O. Muramatsu                                 |
| 5830 Simohiro       | 1991 EG      | 9 tháng 3 năm 1991   | Ojima                   | T. Niijima, T. Urata                                   |
| 5831 Dizzy          | 1991 JG      | 4 tháng 5 năm 1991   | Kushiro                 | S. Ueda, H. Kaneda                                     |
| 5832 Martaprincipe  | 1991 LE1     | 15 tháng 6 năm 1991  | Palomar                 | E. F. Helin                                            |
| 5833 Peterson       | 1991 PQ      | 5 tháng 8 năm 1991   | Palomar                 | H. E. Holt                                             |
| 5834                | 1992 SZ14    | 28 tháng 9 năm 1992  | Kushiro                 | S. Ueda, H. Kaneda                                     |
| 5835 Mainfranken    | 1992 SP24    | 21 tháng 9 năm 1992  | Tautenburg Observatory  | F. Börngen                                             |
| 5836                | 1993 MF      | 22 tháng 6 năm 1993  | Palomar                 | E. F. Helin, K. J. Lawrence                            |
| 5837 Hedin          | 2548 P-L     | 24 tháng 9 năm 1960  | Palomar                 | C. J. van Houten, I. van Houten-Groeneveld, T. Gehrels |
| 5838 Hamsun         | 2170 T-2     | 29 tháng 9 năm 1973  | Palomar                 | C. J. van Houten, I. van Houten-Groeneveld, T. Gehrels |
| 5839 GOI            | 1974 SJ3     | 21 tháng 9 năm 1974  | Nauchnij                | N. S. Chernykh                                         |
| 5840 Raybrown       | 1978 ON      | 28 tháng 7 năm 1978  | Bickley                 | Perth Observatory                                      |
| 5841 Stone          | 1982 ST      | 19 tháng 9 năm 1982  | Palomar                 | E. F. Helin                                            |
| 5842                | 1986 CV1     | 8 tháng 2 năm 1986   | La Silla                | H. Debehogne                                           |
| 5843                | 1986 UG      | 30 tháng 10 năm 1986 | Toyota                  | K. Suzuki, T. Urata                                    |
| 5844                | 1986 UQ      | 28 tháng 10 năm 1986 | Kleť                    | Z. Vávrová                                             |
| 5845                | 1988 QP      | 19 tháng 8 năm 1988  | Siding Spring           | R. H. McNaught                                         |
| 5846 Hessen         | 1989 AW6     | 11 tháng 1 năm 1989  | Tautenburg Observatory  | F. Börngen                                             |
| 5847 Wakiya         | 1989 YB      | 18 tháng 12 năm 1989 | Kitami                  | K. Endate, K. Watanabe                                 |
| 5848 Harutoriko     | 1990 BZ1     | 30 tháng 1 năm 1990  | Kushiro                 | M. Matsuyama, K. Watanabe                              |
| 5849                | 1990 HF1     | 27 tháng 4 năm 1990  | Palomar                 | E. F. Helin                                            |
| 5850 Masaharu       | 1990 XM      | 8 tháng 12 năm 1990  | Kitami                  | K. Endate, K. Watanabe                                 |
| 5851 Inagawa        | 1991 DM1     | 23 tháng 2 năm 1991  | Karasuyama              | S. Inoda, T. Urata                                     |
| 5852 Nanette        | 1991 HO      | 19 tháng 4 năm 1991  | Palomar                 | C. S. Shoemaker, D. H. Levy                            |
| 5853                | 1992 QG      | 26 tháng 8 năm 1992  | Kushiro                 | S. Ueda, H. Kaneda                                     |
| 5854                | 1992 UP      | 19 tháng 10 năm 1992 | Kushiro                 | S. Ueda, H. Kaneda                                     |
| 5855 Yukitsuna      | 1992 UO2     | 16 tháng 10 năm 1992 | Yakiimo                 | A. Natori, T. Urata                                    |
| 5856                | 1994 AL2     | 5 tháng 1 năm 1994   | Kushiro                 | S. Ueda, H. Kaneda                                     |
| 5857 Neglinka       | 1975 TM2     | 3 tháng 10 năm 1975  | Nauchnij                | L. I. Chernykh                                         |
| 5858 Borovitskia    | 1978 SU5     | 28 tháng 9 năm 1978  | Nauchnij                | L. I. Chernykh                                         |
| 5859 Ostozhenka     | 1979 FD2     | 23 tháng 3 năm 1979  | Nauchnij                | N. S. Chernykh                                         |
| 5860                | 1981 QE1     | 28 tháng 8 năm 1981  | Kleť                    | Z. Vávrová                                             |
| 5861 Glynjones      | 1982 RW      | 15 tháng 9 năm 1982  | Anderson Mesa           | E. Bowell                                              |
| 5862 Sakanoue       | 1983 AB      | 13 tháng 1 năm 1983  | Geisei                  | T. Seki                                                |
| 5863 Tara           | 1983 RB      | 7 tháng 9 năm 1983   | Palomar                 | C. S. Shoemaker, E. M. Shoemaker                       |
| 5864 Montgolfier    | 1983 RC4     | 2 tháng 9 năm 1983   | Anderson Mesa           | N. G. Thomas                                           |
| 5865 Qualytemocrina | 1984 QQ      | 31 tháng 8 năm 1984  | Kleť                    | A. Mrkos                                               |
| 5866 Sachsen        | 1988 PM2     | 13 tháng 8 năm 1988  | Tautenburg Observatory  | F. Börngen                                             |
| 5867                | 1988 RE      | 11 tháng 9 năm 1988  | Palomar                 | J. Phinney                                             |
| 5868 Ohta           | 1988 TQ      | 13 tháng 10 năm 1988 | Kitami                  | K. Endate, K. Watanabe                                 |
| 5869 Tanith         | 1988 VN4     | 4 tháng 11 năm 1988  | Palomar                 | C. S. Shoemaker                                        |
| 5870 Baltimore      | 1989 CC1     | 11 tháng 2 năm 1989  | Palomar                 | E. F. Helin                                            |
| 5871 Bobbell        | 1989 CE2     | 11 tháng 2 năm 1989  | Palomar                 | E. F. Helin                                            |
| 5872 Sugano         | 1989 SL      | 30 tháng 9 năm 1989  | Minami-Oda              | T. Nomura, K. Kawanishi                                |
| 5873 Archilochos    | 1989 SB3     | 16 tháng 9 năm 1989  | La Silla                | E. W. Elst                                             |
| 5874                | 1989 XB      | 2 tháng 12 năm 1989  | Uenohara                | N. Kawasato                                            |
| 5875 Kuga           | 1989 XO      | 5 tháng 12 năm 1989  | Kitami                  | K. Endate, K. Watanabe                                 |
| 5876                | 1990 DM2     | 24 tháng 2 năm 1990  | La Silla                | H. Debehogne                                           |
| 5877 Toshimaihara   | 1990 FP      | 23 tháng 3 năm 1990  | Palomar                 | E. F. Helin                                            |
| 5878 Charlene       | 1991 CC1     | 14 tháng 2 năm 1991  | Palomar                 | E. F. Helin                                            |
| 5879 Almeria        | 1992 CH1     | 8 tháng 2 năm 1992   | Calar Alto              | K. Birkle, U. Hopp                                     |
| 5880                | 1992 MA      | 22 tháng 6 năm 1992  | Kushiro                 | S. Ueda, H. Kaneda                                     |
| 5881 Akashi         | 1992 SR12    | 27 tháng 9 năm 1992  | Minami-Oda              | M. Sugano, T. Nomura                                   |
| 5882                | 1992 WW5     | 18 tháng 11 năm 1992 | Uenohara                | N. Kawasato                                            |
| 5883                | 1993 VM5     | 6 tháng 11 năm 1993  | Siding Spring           | R. H. McNaught                                         |
| 5884 Dolezal        | 6045 P-L     | 24 tháng 9 năm 1960  | Palomar                 | C. J. van Houten, I. van Houten-Groeneveld, T. Gehrels |
| 5885 Apeldoorn      | 3137 T-2     | 30 tháng 9 năm 1973  | Palomar                 | C. J. van Houten, I. van Houten-Groeneveld, T. Gehrels |
| 5886 Rutger         | 1975 LR      | 13 tháng 6 năm 1975  | El Leoncito             | Felix Aguilar Observatory                              |
| 5887 Yauza          | 1976 SG2     | 24 tháng 9 năm 1976  | Nauchnij                | N. S. Chernykh                                         |
| 5888                | 1978 VU7     | 7 tháng 11 năm 1978  | Palomar                 | E. F. Helin, S. J. Bus                                 |
| 5889 Mickiewicz     | 1979 FA3     | 31 tháng 3 năm 1979  | Nauchnij                | N. S. Chernykh                                         |
| 5890 Carlsberg      | 1979 KG      | 19 tháng 5 năm 1979  | La Silla                | R. M. West                                             |
| 5891 Gehrig         | 1981 SM      | 22 tháng 9 năm 1981  | Kleť                    | A. Mrkos                                               |
| 5892 Milesdavis     | 1981 YS1     | 23 tháng 12 năm 1981 | Nanking                 | Purple Mountain Observatory                            |
| 5893 Coltrane       | 1982 EF      | 15 tháng 3 năm 1982  | Kleť                    | Z. Vávrová                                             |
| 5894 Telč           | 1982 RM1     | 14 tháng 9 năm 1982  | Kleť                    | A. Mrkos                                               |
| 5895                | 1982 UF2     | 16 tháng 10 năm 1982 | Kleť                    | Z. Vávrová                                             |
| 5896 Narrenschiff   | 1982 VV10    | 12 tháng 11 năm 1982 | Nauchnij                | L. G. Karachkina                                       |
| 5897 Novotná        | 1984 SZ1     | 29 tháng 9 năm 1984  | Kleť                    | A. Mrkos                                               |
| 5898                | 1985 KE      | 23 tháng 5 năm 1985  | Lake Tekapo             | A. C. Gilmore, P. M. Kilmartin                         |
| 5899 Jedicke        | 1986 AH      | 9 tháng 1 năm 1986   | Palomar                 | C. S. Shoemaker, E. M. Shoemaker                       |
| 5900 Jensen         | 1986 TL      | 3 tháng 10 năm 1986  | Đài thiên văn Brorfelde | P. Jensen                                              |